# 1909 en Saskatchewan
Chronologie de la Saskatchewan
- 1905
- 1906
- 1907
- 1908
- 1909
- 1910
- 1911
- 1912
- 1913

Cette page concerne des événements d'actualité qui se sont produits durant l'année 1909 dans la province canadienne de la Saskatchewan.

## Politique
- Premier ministre : Thomas Walter Scott
- Chef de l'Opposition :
- Lieutenant-gouverneur : Amédée Emmanuel Forget
- Législature :

## Événements
- Première partie de balai-ballon sur glace documentée en Saskatchewan.